# Spirama
Spirama là một chi bướm đêm thuộc họ Erebidae.

## Loài
- Spirama biformis Hulstaert, 1924
- Spirama capitulifera Prout, 1919
- Spirama cuspira Hübner, [1823]
- Spirama euphrages Prout, 1924
- Spirama glaucescens Butler, 1893
- Spirama griseisigma Hampson, 1913
- Spirama helicina Hübner, [1831]
- Spirama inconspicua Herrich-Schäffer, [1854]
- Spirama indenta Hampson, 1891
- Spirama kalaoensis Swinhoe, 1904
- Spirama miniata Wallengren, 1856
- Spirama recessa Walker, 1858
- Spirama remota Felder, 1861
- Spirama retorta Clerck, 1764
- Spirama sumbana Swinhoe, 1904
- Spirama triloba Guenée, 1852
- Spirama voluta Felder & Rogenhofer, 1874

Spirama obscura Cramer, 1780 was moved to the Speiredonia genus năm 2005.

## Hình ảnh

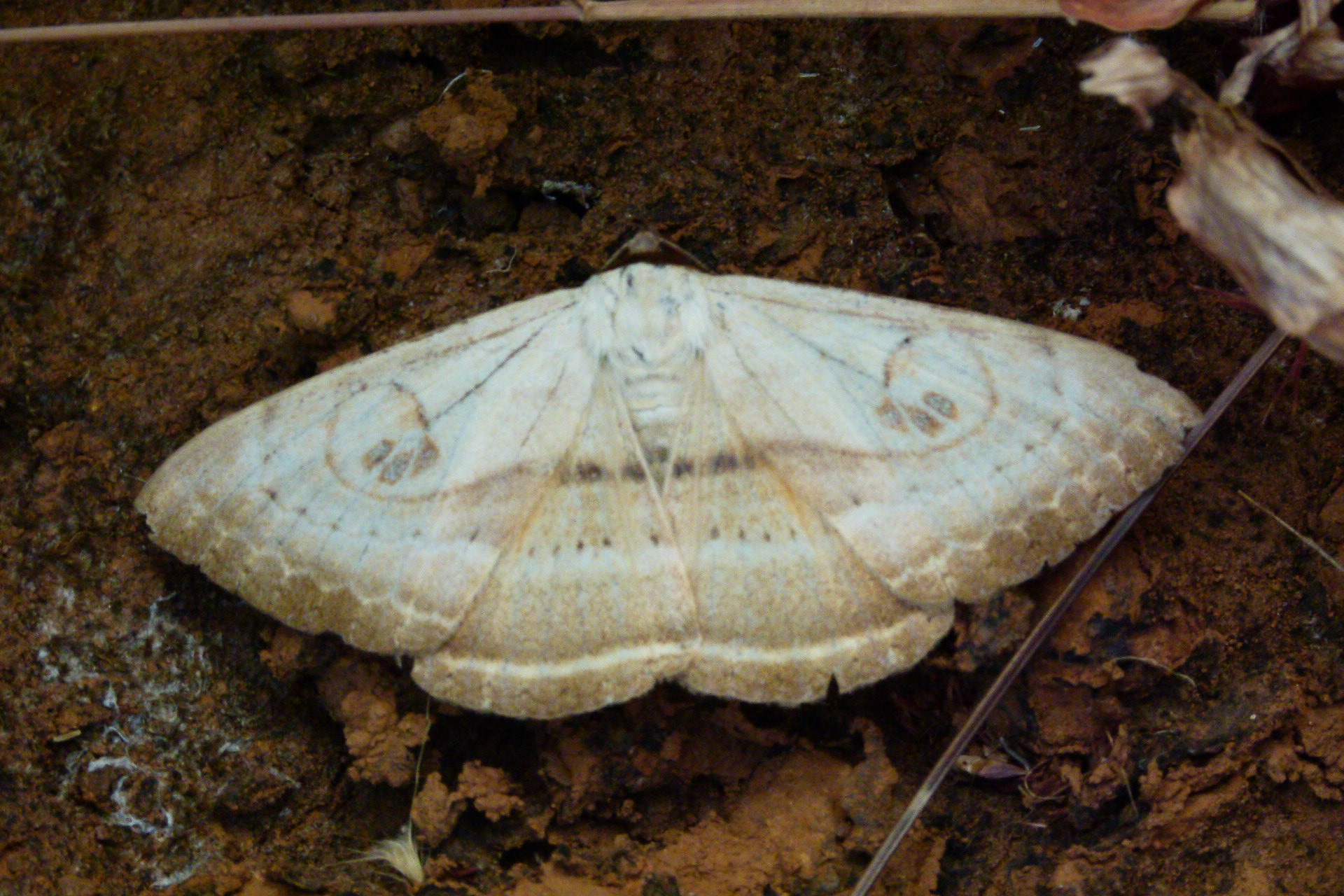